# Norte Mato-Grossense
Norte Mato-Grossense è una mesoregione dello Stato del Mato Grosso in Brasile.

## Microregioni
È suddivisa in 8 microregioni:
- Alta Floresta
- Alto Teles Pires
- Arinos
- Aripuanã
- Colíder
- Paranatinga
- Parecis
- Sinop